# テレコンワールド
テレコンワールドは、1994年から2003年頃まで放映されていた、テレビショッピング番組である。日本における「インフォマーシャル」型の通販番組、および後の通販番組のブームの先駆者である。司会は長野智子。

## 概要
フィラデルフィアの通信販売会社National Mediaの国際事業部門であるQuantum Internationalが世界各地で放映しているインフォマーシャル番組「アメージング・ディスカバリー」を、日本語吹き替えで放映するものだった。
Quantum Internationalの日本進出にあたっては三井物産が日本総輸入代理店を担当。三井物産がテレビ東京に企画を持ち込み、テレビ東京の通販事業会社であるプロント（現 テレビ東京ダイレクト）が制作。通常は放送休止時間である1994年7月の午前2時（月∼木曜日、金曜日は午前4時）に放送を開始した。
紹介する商品は生活様式の違う国で開発されたものが1点だけ、また当時は吹き替え版の海外ドラマの視聴率が不振になっていたことなどの理由から、番組のヒットは見込めないと判断されて、視聴率が悪い深夜の放送となった。放映形態は30分2本立ての、合計1時間。ひとつの商品の特徴を30分かけて派手なショーアップ演出で紹介する手法も特徴的で、これはアメリカで主流になっているものだが、それまで日本には無かった斬新な演出として話題となり、深夜番組として異例の高視聴率を出した。なお翌年の1995年には朝日放送など全国の地方局30局にも放送を拡大。なお、この時代には24時間営業のコンビニエンスストアが地方都市に進出し始め、日本人の生活習慣が変わりつつある時期であり、またテレビ局も終夜放送を行う体制が整い始めた時期で、視聴率が低くスポンサーが付きづらい深夜帯の編成の穴埋めに好都合であった。
吹き替えは青二プロダクション所属の声優（島田敏、龍田直樹など）がノークレジットで担当。大げさな日本語吹き替えも話題となり、これがその後のテレビショッピング番組のスタイルの一つとして定着することになった。
番組のヒットに伴い、注文が殺到して在庫切れを起こし、慌ててジャンボ機をチャーターして緊急輸送したり、発送まで2か月待ちになってしまう事態も起きた。これにより、プロントの年商は100億円に達した。
この成功により、アメリカの通販会社が日本に進出するようになり、同時に日本のテレビ業界に通販ビジネスが定着するきっかけとなった。

## 参考記事
- 「朝日新聞」1994年6月25日夕刊
- 「報知新聞」1996年8月28日「テレショップ繁盛記」
- 「週刊朝日」1996年12月13日「TVショッピング急成長の舞台ウラ」